# Ian Chadwick
Ian Nelson Chadwick (* 6. Juli 1978) ist ein ehemaliger US-amerikanischer Basketballspieler und heutiger -trainer.

## Laufbahn
Chadwick spielte an der Parkview High School in Atlanta (US-Bundesstaat Georgia), von 1997 bis 2001 dann am Wofford College in der ersten NCAA-Division. In insgesamt 109 Spielen für die Hochschulmannschaft erzielte Chadwick im Durchschnitt 16,4 Punkte pro Begegnung. Mit 299 Dreipunktwürfen, die der 1,90 Meter große Aufbauspieler während seiner vier Jahre am Wofford College traf, stellte er eine neue Bestmarke für die Hochschulmannschaft sowie die Southern Conference auf. 2006 wurde Chadwick, der am Wofford College ein Wirtschaftsstudium absolvierte, in die „Hall of Fame“ der Hochschule aufgenommen.
Als Berufsbasketballspieler gehörte Chadwick 2001 in seinem Heimatland den Kansas Cagerz in der United States Basketball League an, in den Spielzeiten 2002/03 und 2003/04 beim österreichischen Bundesligisten UBC Mattersburg unter Vertrag, unterbrochen von einem Gastspiel beim kroatischen Zweitligaverein Focus Varazdin. Nach seiner Zeit in Mattersburg endete seine Profilaufbahn.
Er war beruflich in Wien tätig, 2012 zog er mit seiner Familie ebenfalls aus beruflichen Gründen nach Augsburg und spielte Basketball im Amateurbereich, bei der zweiten Mannschaft der BG Leitershofen/Stadtbergen. Zudem engagierte er sich als Trainer. Im Vorfeld der Saison 2017/18 übernahm er als Nachfolger von Stefan Goschenhofer das Traineramt bei den Regionalliga-Herren Leitershofen/Stadtbergens und blieb bis zum Ende des Spieljahres 2018/19, im Frühjahr 2019 kehrte er aus beruflichen Gründen in die USA zurück. 2024 wurde Chadwick im US-Bundesstaat Georgia Cheftrainer der Basketballmannschaft der Providence Christian Academy. Zuvor war er an der Schule bereits als Assistenztrainer der Mannschaft sowie als Leichtathletiktrainer tätig gewesen.